# Плама Плевен
«Плама Плевен» — нефтеперерабатывающий завод, расположенный недалеко от города Плевен в Болгарии. 
Завод был основан в 1971 году как государственное предприятие. В 1996 году «Плама» стала частью массовой приватизации в Болгарии, перейдя в собственность компании «Euroenergy», расположенной Софии.
В 1998 году нефтеперерабатывающий завод обанкротился и прекратил свою деятельность более чем на десять лет.
В 2011 году завод снова начал работать, хоть и в меньших масштабах, чем ранее; основной акцент был поставлен на производство смазочных материалов и моторных масел.

## Расположение компании
«Плама Плевен» расположена в регионе с низким уровнем нефти для того, чтобы обеспечить поставку болгарской армии необходимых нефтепродуктов в условия активных боевых действий. Это продиктовано расположением единственного в то время болгарского нефтеперерабатывающего завода «Нефтохим» (сегодня «Лукойл Нефтохим Бургас»), недалеко от турецкой границы на побережье Черного моря. 
Неудобное местоположение и отсутствие надлежащей инфраструктуры, по мнению владельца, являются причинами банкротсва в 1998 году.